# Arsenolípidos
Los arsenolípidos naturales son análogos de los lípidos neutros, como los monoglicéridos, glicolípidos, fosfolípidos y también fosfonolípidos, pero contienen al menos un átomo de arsénico. Se han encontrado en microorganismos, hongos, algas, plantas, líquenes, moluscos marinos, esponjas, otros invertebrados y en tejidos de peces. Se cree que los arsenolípidos son productos finales de los procesos de desintoxicación del arseniato, que involucran reducción, metilación oxidativa y adenosilación. La biogénesis propuesta de los arsenolípidos se basa en la ocurrencia natural de metabolitos de arsénico, y todos los intermediarios propuestos han sido identificados como productos naturales las algas. Se ha demostrado que diferentes especies de arsénico son inhibidores de la glicerol quinasa, la anhidrasa carbónica bovina, y también son una terapia efectiva para la leucemia promielocítica aguda, y se ha observado una actividad prometedora en otros tumores hematológicos y sólidos. Los arsonoliposomas han demostrado una alta actividad anti-tripanosomal contra Trypanosoma brucei e inhiben el crecimiento de algunos tipos de células cancerosas (HL-60, C6 y GH3).

## Presencia e identificación
La presencia de arsénico en las criaturas marinas no es sorprendente, dado que el arsénico es un componente ubicuo del agua de mar, que se encuentra en niveles relativamente uniformes de 0.5–2 μg/L en todo el mundo. La mayor parte del arsénico inorgánico se libera en el océano por procesos naturales, como los volcanes y la meteorización de minerales, aunque también puede ocurrir contaminación local por arsénico proveniente de fuentes antropogénicas, como la quema de carbón, pesticidas o la fundición de minerales. A finales del siglo XIX, ya se había detectado arsénico en los peces. Sin embargo, la mayoría de los estudios desde entonces se han centrado en compuestos de arsénico solubles en agua, como el arsénico inorgánico y la arsenobetaína (acetato de trimetilarsinio), una pequeña molécula orgánica que generalmente constituye más del 80% del arsénico total en los organismos marinos.
Por otro lado, los lípidos que contienen arsénico o arsenolípidos (AsLs), han demostrado ser mucho más difíciles de aislar y analizar. En 1968, Lunde publicó el primer informe sobre compuestos de arsénico solubles en lípidos, propuestos como fosfolípidos que contienen arsénico, en aceites de hígado de bacalao y arenque. Veinte años después, Morita y Shibata lograron la primera identificación estructural de un arsenolípido: un fosfolípido con un grupo cabeza de arsenoazúcares, proveniente de un alga parda.
Desde entonces, se han identificado alrededor de 50 arsenolípidos diferentes. A pesar de este progreso, los arsenolípidos aún no están bien caracterizados ni estudiados.

## Biosíntesis de arsenolípidos
La metilación del arsénico inorgánico puede ser un método de desintoxicación en algunos organismos que produce productos que pueden incorporarse a compuestos orgánicos, incluidos lípidos, con peces al final de la cadena alimentaria marina, pero no se han determinado los mecanismos biosintéticos de los arsenolípidos. Si bien la mayoría de las investigaciones se han centrado en organismos marinos, los arsenolípidos se pueden producir en algas de agua dulce (por ejemplo, Chlamydomonas reinhardtii) cultivadas en un medio que contiene arseniato. Si bien la toxicidad potencial de los arsenolípidos para los consumidores humanos de productos pesqueros requiere una mayor evaluación y seguimiento, en la actualidad parece haber pocos motivos de preocupación. 

## Tipos de arsenolípidos

### Hidrocarburos dimetilarsenoílicos
Los hidrocarburos de cadena larga con una fracción terminal de dimetilarsinoílo se aislaron y caracterizaron por primera vez en 2008, y desde entonces se han detectado en diferentes especies de peces y algas marinas. El isómero principal es el 1-dimetilarsinoilpentadecano, que se encuentra junto con análogos de C17 y C19, así como uno que se cree que es el 1-dimetilarsinoil all-cis-4,7,10,13,16,19-docosahexaeno, si se supone una relación biosintética con el ácido docosahexaenoico.

### Ácidos grasos (libres y esterificados) de dimetilarsenoílo
En el aceite de hígado de bacalao se detectó inicialmente una serie de ácidos grasos saturados con una fracción terminal dimetilarsinoílo, con entre 15 a 19 átomos de carbono, es decir, el grupo dimetilarsinoilo parecía reemplazar al grupo metilo terminal de los ácidos grasos pares convencionales. Además, se detectaron ácidos grasos insaturados, que están relacionados estructuralmente con los ácidos grasos oleico, docosapentaenoico y docosahexaenoico, pero se encontró un ácido graso con un número par de átomos de carbono: C24H38AsO3.
Además, se ha encontrado que estos ácidos grasos que contienen el grupo dimetilarsenoílo pueden formar parte de otros lípidos que se forman a partir de los ácidos grasos, como las fosfatidilcolinas.

### Otros arsenolípidos
Existen derivados de los lípidos en los que el arsénico es capaz de reemplazar un átomo de fósforo o incluso de nitrógeno del lípido original. Además, varios arsenoazúcares acaban formando parte de arseonolípidos.